# Um Mitternacht (1986)
Um Mitternacht ist ein französisch-amerikanischer Spielfilm aus dem Jahr 1986. Er gilt als einer der besten Filme über und mit Jazz.

## Handlung
Paris in den 1950er Jahren. Der alkoholabhängige Saxophonist Dale Turner (Dexter Gordon) hat aufgrund eines Nervenzusammenbruchs schon lange nicht mehr gespielt, als er von New York nach Paris kommt. In Paris hatte er bereits 15 Jahre zuvor großen Erfolg in der Bebop-Szene. Abend für Abend spielt er im bekannten Jazzclub Blue Note. Seine Konzerte sind erfolgreich. Seine Managerin Buttercup versucht, ihn vom Alkohol fernzuhalten, damit er am Abend fit für seine Auftritte ist. Sie schließt ihn tagsüber in sein Zimmer ein und vereinbart mit dem Wirt des Clubs, dass dieser Turner keinen Alkohol ausschenkt und ihr Turners Gagen auszahlt.
Francis Borier ist ein großer Fan von Dale Turner. Er lebt allein mit seiner Tochter Berangere, die unter der Trennung der Eltern und seiner häufigen Abwesenheit leidet.
Abend für Abend verfolgt er, weil er sich den Eintritt nicht leisten kann, am geöffneten Fenster des Jazzclubs hockend die Konzerte Turners. Eines Nachts kommt Turner auf der Suche nach einem Drink aus dem Club und stößt auf Francis. Er bittet diesen, ihm einen Drink zu spendieren. So beginnt die Freundschaft der beiden.
Francis findet Turners Bevormundung durch Buttercup unerträglich. Er will seinem Idol ein Leben in Würde ermöglichen und lädt Turner ein, bei ihm zu wohnen. Gleichzeitig bemüht er sich, den genialen Musiker vom Alkohol abzubringen, was nach mehreren Rückfällen und Klinikaufenthalten auch gelingt.
Am Geburtstag von Berangere informiert Turner ihn, dass er in die USA zurückkehren wird. Francis begleitet ihn nach New York, um sich weiter um ihn zu kümmern. Nach einiger Zeit muss er jedoch wieder nach Frankreich zurück.
Nach einem Alkoholrückfall stirbt Turner.

## Hintergrund
Tavernier wollte mit diesem Film ursprünglich eine Hommage an den Saxophonisten Lester Young erstellen, jedoch ist die Geschichte an die Freundschaft zwischen Bud Powell und dem Franzosen Francis Paudras angelehnt. Der Film gibt schließlich ein stimmiges Bild der Pariser Jazz-Szene. Tavernier legte im Gegensatz zu anderen Jazz-Filmen wie Bird von Clint Eastwood größeren Wert auf die musikalische als auf die schauspielerische Besetzung. So spielen in diesem Film neben Dexter Gordon, der eine Figur ähnlich Lester Young verkörpert, u. a. Wayne Shorter, Tony Williams, Billy Higgins, John McLaughlin, Bobby Hutcherson, Éric Le Lann, Michel Perez, Freddie Hubbard, Cedar Walton, Pierre Michelot und Ron Carter. Geführt wird das Musikerensemble von Herbie Hancock, dem Komponisten der Filmmusik, der als Pianist auch selbst im Film auftritt.

## Kritiken
- Lexikon des internationalen Films: In meisterhaftem Erzählrhythmus entwickelt der Film behutsam und liebevoll das Porträt eines Musikers. Empfindungen und Leidenschaft, Schönheiten des Augenblicks sowie deren Vergänglichkeit werden in kunstvollen Details zu einem Ausdruck leiser Trauer und doch beständiger Daseinsfreude verdichtet.[1]

- Fischer Film Almanach 1987: Tavernier ... ist ein rundherum stimmiges Gesamtkunstwerk gelungen, an dem jeder der Darsteller und Musiker kongenial beteiligt ist. Entscheidend sind zusammen mit seinem Buch und seiner Regie die Arrangements Herbie Hancocks sowie die Architektur und das Design Alexandre Trauners ...

- epd Film (11/1986): Dexter Gordon ist die Sensation dieses Films, bei ihm gehen Musik und Körpersprache nahtlos ineinander über.

- Phil Freeman schrieb im Stereogum, Um Mitternacht sei einer der großartigsten Filme über Jazz, eine schöne Hommage an die Musik und insbesondere an einen legendären Musiker, den Tenorsaxophonisten Dexter Gordon, der noch nie zuvor geschauspielert hatte. Er sei in der Hauptrolle jedoch erstaunlich gewesen. Gordon habe einen starken Sinn für Humor gezeigt, aber auch eine tiefe Melancholie, und die Kämpfe mit seiner Musik und der im Jazzleben endemischen Armut fühlten sich sehr real an. Seine Darstellung eines halb gebrochenen Mannes, von Grund auf freundlich, aber von seiner Musik besessen und für immer unsicher über seinen Platz in der Welt, sei mehrdimensional und fesselnd. Und das sei größtenteils sein Verdienst gewesen, denn Gordon habe einen Großteil des Drehbuchs umgeschrieben, um es genauer zu machen.[2]

## Auszeichnungen
- Herbie Hancock erhielt 1987 den Oscar für die beste Filmmusik. Dexter Gordon wurde für einen Oscar in der Kategorie Bester Hauptdarsteller nominiert.
- Golden Globe Award: Nominierungen für Dexter Gordon als bester Schauspieler und für Herbie Hancock für die beste Musik.
- César für die beste Filmmusik für Herbie Hancock.